# Chinesischer Eichenseidenspinner

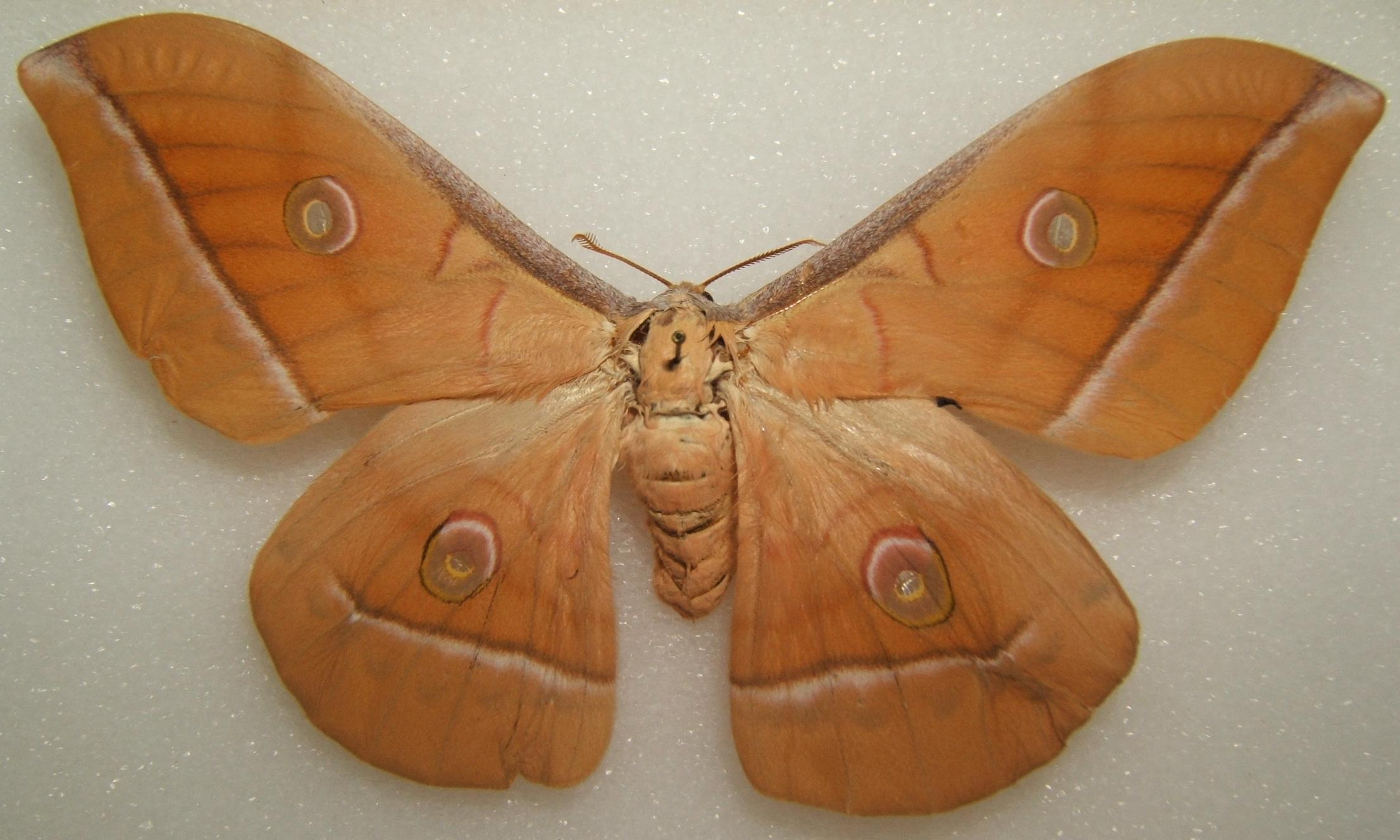
Präparat eines Weibchens

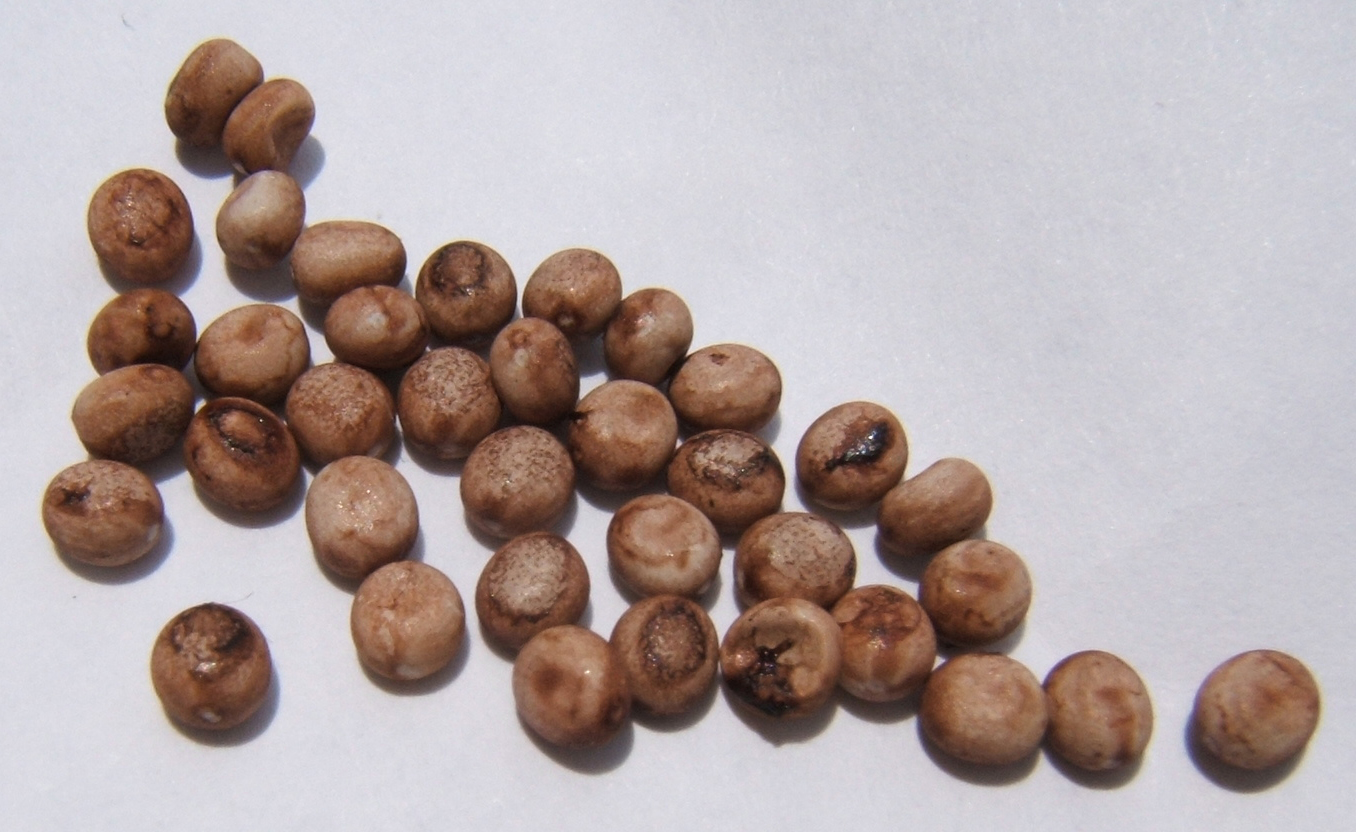
Eier

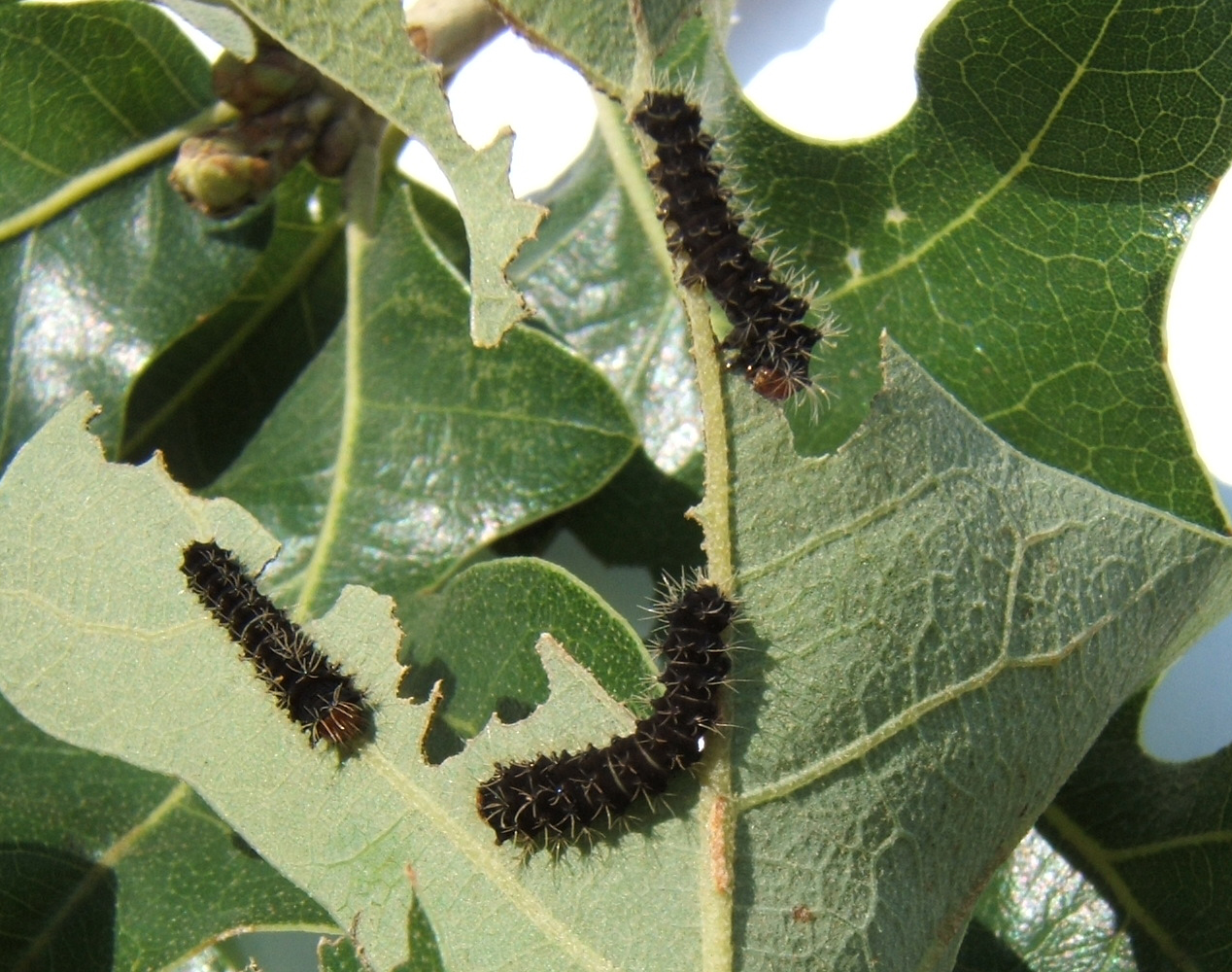
Raupen im ersten Stadium

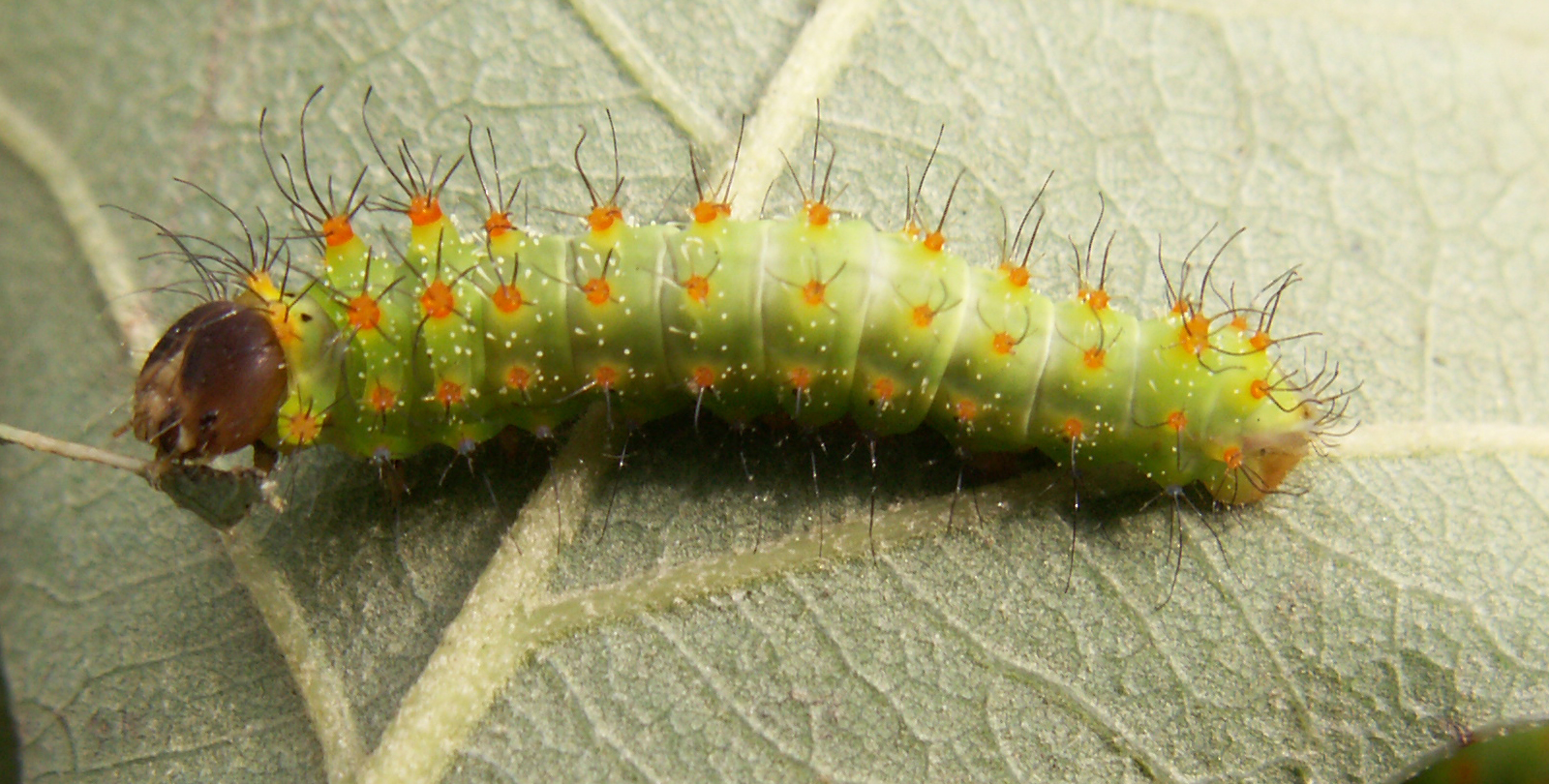
Raupe im zweiten Stadium

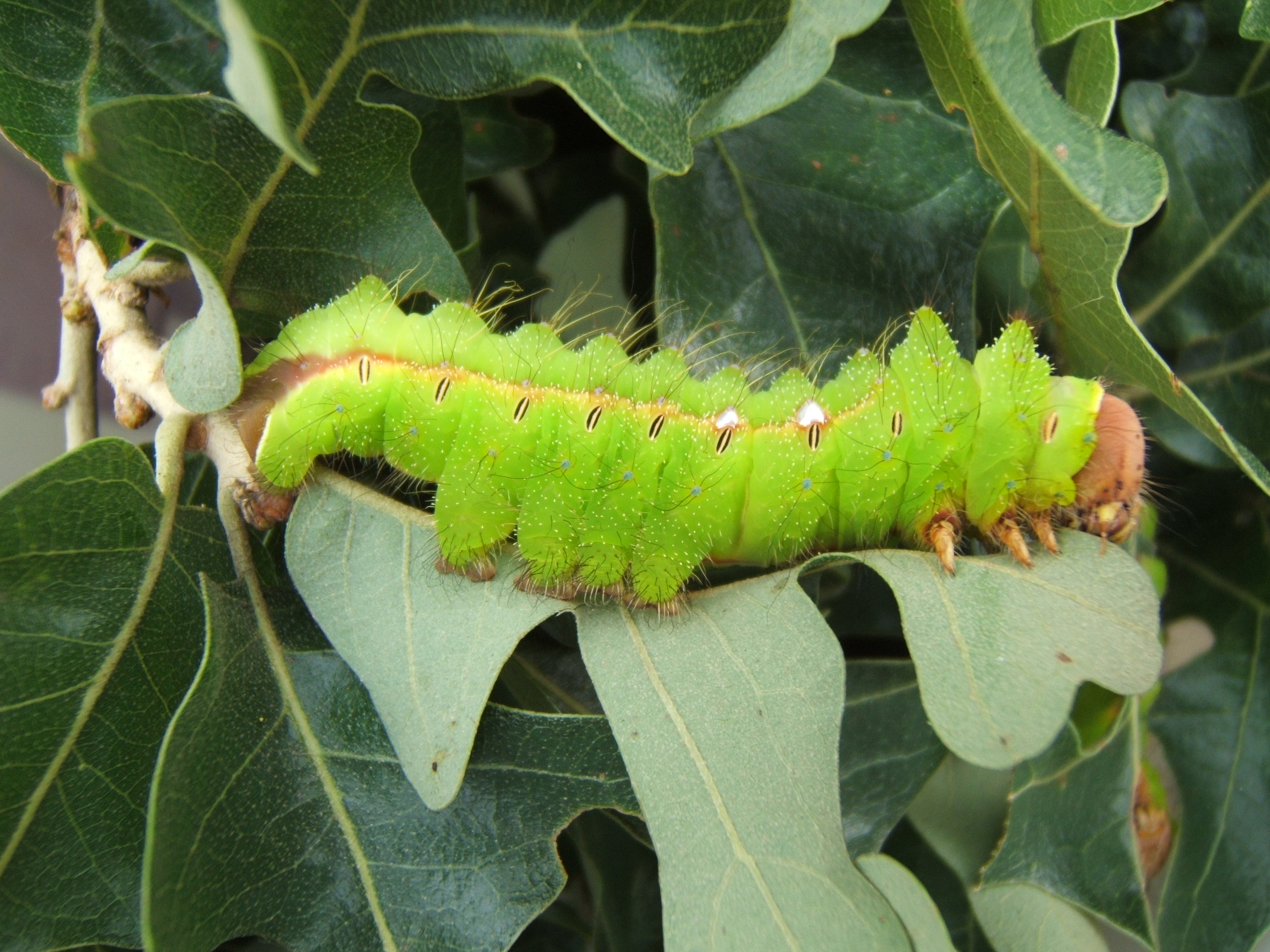
Ausgewachsene Raupe im sechsten Stadium

Der Chinesische Eichenseidenspinner (Antheraea pernyi) ist ein Schmetterling aus der Familie der Pfauenspinner (Saturniidae).

## Merkmale

### Falter
Die Falter erreichen eine Flügelspannweite von 110 bis 152 Millimetern, wobei die Weibchen größer werden. Männchen und Weibchen sind ähnlich gefärbt, wobei letztere etwas kontrastreicher gefärbt sind. Die Männchen besitzen stärker sichelförmig gekrümmte Vorderflügel. Die Fühler sind bei den Männchen ockerbraun, basal jedoch schwarz. Sie sind weniger lang gefiedert als beim ähnlichen Japanischen Eichenseidenspinner (Antheraea yamamai). Die Fühler der Weibchen haben feine Kammzähne. Die Falter haben eine gelbbraune bis rotbraune Grundfarbe. Der Außenrand der Vorderflügel ist gleichmäßig. Auf beiden Flügelpaaren befinden sich durchsichtige, meist kreisförmige Augenflecken, die sehr dünn schwarz umrandet sind. Auf den Hinterflügeln ist die Umrandung nur vorne etwas dicker. Die Antemedianlinie ist schlecht erkennbar, die äußere Postmedianlinie verläuft gerade und kaum gewellt.
Die Art kann in Europa nur mit dem Japanischen Eichenseidenspinner verwechselt werden, ist von dieser Art aber durch den langgezogenen, schwarzen Fleck am Außenrand der Augenflecken der Hinterflügel, der einen gelben Fleck umschließt, einfach zu unterscheiden. Außerdem ist der Chinesische Eichenseidenspinner anders als die ähnliche Art kaum variabel in seiner Färbung. Es tritt jedoch eine melanistische forma hartii auf.

### Ei
Die runden bis leicht ovalen Eier messen 2,6 mal 2,5 Millimeter. Sie sind gebrochen weiß, ihre Farbe wird jedoch bei der Eiablage großteils durch eine braune Klebmasse überdeckt.

### Raupe
Die gedrungenen Raupen werden 80 bis 90 Millimeter lang und treten nur in einer grünen Farbvariante auf. Sie sind nach dem Schlupf etwa fünf Millimeter lang und haben einen mattschwarzen Körper und einen glänzenden, orangen Kopf. Ihre Tuberkel sind auch schwarz und haben weiße Borsten. Ab dem zweiten Raupenstadium sehen sie den Raupen des Japanischen Eichenseidenspinners sehr ähnlich, unterscheiden sich jedoch durch einen beige-orangen bis beigen Kopf, der fünf dunkle Punkte an beiden Seiten des Gesichts trägt.

### Puppe
Die mahagonibraune Puppe wird 35 bis 45 Millimeter lang. Sie ist zylindrisch, aber an beiden Enden verjüngt.

## Verbreitung und Lebensraum
Das natürliche Verbreitungsgebiet der Nominatunterart umfasst den Osten der Paläarktis. Sie kommt in Russlands fernem Osten, Ost- und Zentralchina und in Korea vor. Die Unterarten Antheraea pernyi korintjiana und Antheraea pernyi roylei sind vom Norden Indiens bis nach Südostasien verbreitet. Die Nominatunterart wurde in Europa eingeschleppt und ist hier im Nordosten Spaniens in der Nähe von Barcelona und auf den Balearen nachgewiesen. Sie wurde auch in Japan auf Honshū und Kyushu eingeschleppt.
Die Tiere besiedeln Laubwälder mit dominierendem Eichenbewuchs.

## Lebensweise
Die nachtaktiven Falter werden stark durch Lichtquellen angelockt. Häufig kann man die Tiere tagsüber an oder in der Nähe von Straßenlaternen und Ähnlichem finden. Die meisten Falter schlüpfen am späten Morgen. Sie weichen dazu ihren Kokon an einem Ende auf und lösen die Fäden. Nur wenige Weibchen beginnen schon in der darauffolgenden Nacht, Männchen mit ihren Pheromonen anzulocken. Die Paarung findet meistens kurz vor Mitternacht der zweiten Nacht statt und dauert bis zu 24 Stunden. Nach der Paarung suchen die Weibchen nach Raupennahrungspflanzen. Sie klettern dann auf ihnen umher und legen ihre Eier zunächst in geordneten Reihen an den am schnellsten zu erreichenden Ästen ab, da sie durch das Gewicht ihrer vielen Eier sehr träge sind. Erst nach der Ablage von etwa 30 Eiern werden die verbleibenden Eier wie ansonsten üblich im Flug an den Pflanzen und dann in einem größeren Gebiet abgelegt.

### Flugzeit
Die Falter fliegen in Europa in zwei Generationen, vor allem im Mai und August.

### Nahrung der Raupen
Die Raupen ernähren sich hauptsächlich von Eichen (Quercus), man findet sie aber auch an Rotbuche (Fagus sylvatica), Edelkastanie (Castanea sativa), Birken (Betula), Weißdornen (Crataegus), Hainbuchen (Carpinus), Prunus-Arten, Rosskastanien (Aesculus) und einer Reihe anderer Sträucher und Bäume.

## Entwicklung
Die Weibchen legen ihre Eier in Gruppen von bis zu fünf Stück an den Blättern der Raupennahrungspflanzen ab. Nach 10 bis 14 Tagen schlüpfen die Raupen. Die frisch geschlüpften Raupen ruhen zunächst einige Tage unter einem Blatt. Ab dem dritten Stadium sind die Raupen sehr bewegungsfreudig und fressen an einem Platz nur für etwa vier Tage, um dann weiter zu wandern. Dies könnte damit zusammenhängen, dass sie in späteren Stadien viele Blätter fressen und dann beim Verbleib an einer Stelle stark auf sich aufmerksam machen würden. Sie sind durch ihre Färbung gut zwischen den Blättern getarnt. Die Verpuppung erfolgt in einem dichten, harten, eiförmigen, einschaligen, verschlossenen, sandfarbenen Kokon, der 50 mal 25 Millimeter groß ist und mit einer lockeren grauen äußeren Seidenschicht umhüllt ist. Der Kokon wird in einem Büschel von Eichenblättern auf den Nahrungspflanzen gesponnen und ist am nächstliegenden Ast befestigt. Die Puppe ist das Überwinterungsstadium.

## Spezialisierte Feinde
Bei der Art sind Erzwespen der Gattung Eupelmus als Parasitoide nachgewiesen.

## Gefährdung und Schutz
Die Art tritt in Europa nur lokal auf. Sie wurde zwar in die Rote Liste gefährdeter Arten Spaniens aufgenommen, dies erscheint jedoch für eine eingeschleppte Art nicht sinnvoll.

## Belege